# Juillan
Juillan è un comune francese di 4 033 abitanti situato nel dipartimento degli Alti Pirenei nella regione dell'Occitania.
Il villaggio di Juillan è situato nel nord-ovest del dipartimento, a sei chilometri a sud-ovest di Tarbes, il capoluogo. La prossimità di questa città, polo di occupazione e di servizi, ed il buon servizio stradale hanno contribuito allo sviluppo del villaggio e gli conferiscono una certa attrattiva.
Il villaggio si estende su una pianura alluvionale creata dai fiumi Geüne ed Echez ed è delimitato al sud dalle prime colline sub-pirenaiche. L'area è abbastanza pianeggiante con tuttavia la presenza di isole calcaree che hanno resistito all'erosione. Infatti, due rilievi si distinguono nel paesaggio: a sud-ovest del comune nella località Turon e l'altro al sud-Est nella località Bellevue. L'altitudine media è circa 315 metri.
Il nome di Juillan verrebbe da Campus Juillanus, tenente che avrebbe servito nella legione romana.

## Società

### Evoluzione demografica
Abitanti censiti